# Procope II d'Athènes
Procope II d’Athènes (né Procope Economidis) a vu le jour à Doumena Kalavryta, en Grèce, en 1837, et est décédé au monastère Faneromenis (el) de Salamine le 4 juillet 1902. Il est métropolite d’Athènes et de toute la Grèce entre 1896 et 1901. 

## Biographie
Procope étudie la théologie et la philosophie à l’Université d’Athènes puis à l’Académie théologique de Moscou et enfin dans les Universités de Genève et de Heidelberg.
Après ses études, il devient, en 1880, professeur à la Faculté de théologie d’Athènes. 
En 1884, il est nommé chancelier du Saint-Synode de l’Église orthodoxe de Grèce. Puis, le 11 octobre 1896, il est élu métropolite d’Athènes et donc chef de l’Église autocéphale de Grèce. 
En novembre 1901, des émeutes populaires, connues sous le nom d’Evangelika et touchant à la traduction de la Bible en grec moderne, conduisent le métropolite à démissionner de son poste.
Il se retire alors au monastère Faneromenis de Salamine, où il meurt le 4 juillet 1902.

## Source
- Encyclopedia Britannica, Larousse, 2007, Vol. 43, p. 651